# Dissenters
Dissenters, "anderledes troende", kaldes i England alle, der ikke hører til den anglikanske kirke, Church of England, men det bruges i almindelighed kun om medlemmerne af de protestantiske sekter eller trossamfund.
For at undgå Stuarternes forfølgelser udvandrede dissenters og lagde grunden til de nordamerikanske fristater.
Ved Toleranceakten af 1689, Act of Toleration, fik dissenters store indrømmelser, og i det 19. århundrede blev alle undtagelseslove mod dem efterhånden ophævet.